# Поляна (Ніжинський район)
Поля́на — село в Україні, у Крутівській сільській громаді Ніжинського району Чернігівської області. Населення становить 161 осіб. До 2020 орган місцевого самоврядування — Крутівська сільська рада.

## Історія
12 червня 2020 року, відповідно до розпорядження Кабінету Міністрів України № 730-р «Про визначення адміністративних центрів та затвердження територій територіальних громад Чернігівської області», увійшло до складу Крутівської сільської громади.
19 липня 2020 року, в результаті адміністративно-територіальної реформи та ліквідації Ніжинського(1923 - 2020) району, увійшло до складу новоутвореного Ніжинського району.

## Населення

### Мова
Розподіл населення за рідною мовою за даними перепису 2001 року:
| Мова       | Кількість | Відсоток |
| ---------- | --------- | -------- |
| українська | 158       | 98.14%   |
| російська  | 3         | 1.86%    |
| Усього     | 161       | 100%     |